# Operatie Litani
Operatie Litani was de invasie in 1978 van Zuidelijk Libanon door het Israëlische defensieleger (IDF). Israël bezette hierbij het zuiden van Libanon tot aan de rivier de Litani. De militaire operatie duurde van 14 maart tot en met 21 maart 1978 waarna Israël zich gedeeltelijk terugtrok en de Verenigde Naties de UNIFIL-vredesoperatie opzette. Operatie Litani had als doel de PLO van Israëls noordelijke grens te verdrijven en de terroristische infrastructuur te vernietigen.

## Achtergronden
In 1970 was de PLO uit Jordanië verdreven; zo'n drieduizend strijders zochten hierop hun toevlucht in Libanon. Dit verstoorde het machtsevenwicht in dat land tussen de verschillende christelijke en islamitische bevolkingsgroepen. De toegenomen spanningen leidden in 1975 tot de Libanese Burgeroorlog. Syrië probeerde in het voorjaar van 1976 de militaire hegemonie in Libanon te verwerven door een interventie in de burgeroorlog. Dit ingrijpen zag Israël als een bedreiging van zijn positie in Galilea en de Hoogten van Golan. Om een directe oorlog met Israël te voorkomen, probeerde het Syrische regime via diplomatieke contacten met de Verenigde Staten van Amerika de grenzen te bepalen van wat de regering van Jitzhak Rabin als een acceptabele invloedssfeer van Syrië zou kunnen aanvaarden. Er werd zo in mei 1976 informeel een "rode lijn" bepaald die liep van Sidon aan de kust, via Kafr Houne tot aan Hatzbaiya in het zuidoosten. Voor de PLO was deze verdeling tamelijk gunstig: Syrië stond eind 1976 aan de zijde van het door christenen gedomineerde Libanese Front maar kon de macht van de PLO in het zuiden van Libanon niet breken. Zo ontstond daar een soort Palestijnse vrijstaat. In 1972 was de PLO met de Libanese regering overeengekomen de acties tegen Israël te beperken. Die bleven weinig intensief in 1973. In 1974 en 1975 was er een golf van aanvallen tegen Israël maar de activiteiten namen sterk af in 1976 toen de strijd tegen het Syrische leger alle aandacht opeiste. In februari 1977 stemde de PLO toe in een terugtrekking van de Israëlische grens als de Syriërs zouden ophouden Palestijnse vluchtelingenkampen in Beiroet met artillerie te beschieten. Hieraan werd maar halfhartig uitvoering gegeven en in april 1977 zuiverden christelijke milities een strook van ongeveer tien kilometer breedte langs de grens. Israël maakte bekend dat men in die zone geen Palestijnse aanwezigheid meer zou dulden.

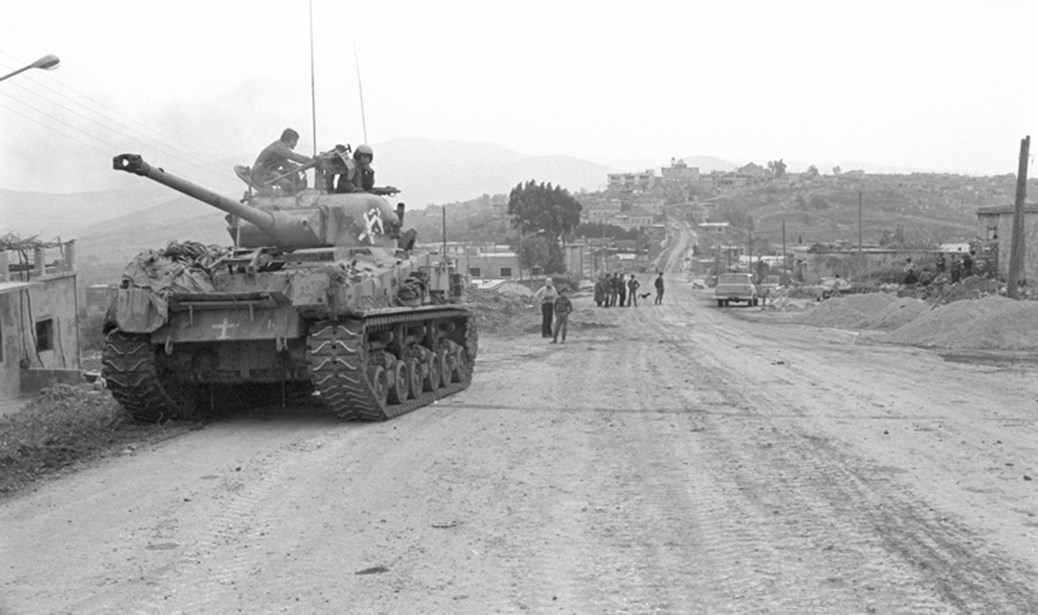
Dergelijke "Supershermans" waren doorgeschoven naar het SLA

In mei 1977 werd Menachem Begin premier van Israël. Hij begon openlijk de christelijke milities in het noorden van Libanon te steunen en liet majoor Saad Haddad het Zuid-Libanese Leger oprichten, een christelijke militie die de grensstreek moest beheersen. In feite was deze groep echter te zwak om het tegen de PLO op te nemen. In september 1977 overschreed het Israëlische leger voor het eerst massaal de grens en hield de grenszone voor een maand bezet. Daarna drong de PLO echter weer op. Israël bombardeerde hierop PLO-stellingen en de PLO beschoot Israëlische woonplaatsen. Op 2 maart 1978 veroverde de PLO samen met soennitische troepen het christelijke dorp Maroen al Ras, nog geen twee kilometer ten noorden van de grens, en maakte een opslag van het Zuid-Libanese Leger buit. Om te voorkomen dat deze bondgenoot helemaal in zou storten, besloot het Israëlische opperbevel tot een nieuwe expeditie, Operatie Avi Hachochma, "Vader der Wijsheid". Hiertoe werden reeds parate eenheden bij de grens samengetrokken.

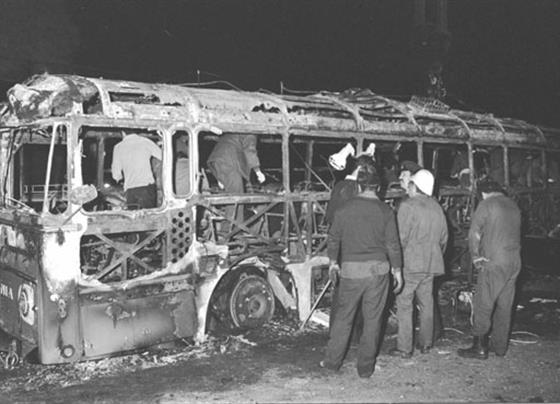
De uitgebrande bus

Op 11 maart 1978 vond een van de ernstigste Palestijnse terreuraanslagen op Israëlisch grondgebied plaats. Deze was beraamd door Chalil Ibrahim al-Wazir met als doel het vredeproces tussen Egypte en Israël te verstoren. Elf Palestijnen van de Fatah-beweging landden met boten vanuit zuidelijk Libanon op de Israëlische kust. Ze vermoordden een Amerikaanse toeriste op een strand ten noorden van Tel Aviv en kaapten vervolgens een bus en brachten enkele passagiers om het leven. Nadat een tweede bus was gekaapt, volgde een vuurgevecht met de politie waarbij de bus in brand vloog. In totaal zevenendertig Israëlische burgers vonden de dood bij de aanslag. De reeds geplande operatie kreeg nu het karakter van een vergelding voor de terreurdaad. Vier dagen na deze aanval viel het IDF Libanon binnen, om 23:45, 14 maart.

## Uitvoering
De operatie werd uitgevoerd door het Noordelijk Commando onder bevel van generaal-majoor Avigdor Ben Gal dat zo'n 25.000 man paraat had; het feitelijke operationele bevel was in handen van luitenant-generaal Mordechai Goer. Aan de operatie deden verschillende brigades mee waaronder de 1e Infanteriebrigade ofwel Golanibrigade, de uit vrijwilligers opgebouwde Nahalbrigade en de 188e Pantserbrigade uitgerust met Centurions, samen ongeveer zevenduizend man gevechtstroepen. Deze rukten op over zes aanvalsassen, vanaf de nacht van 14 op 15 mei. De aanvallen werden ondersteund door de luchtmacht, die vooral in de ochtend van 15 mei bombardementen uitvoerde, en langs de kust door de marine. Omdat het aangevallen gebied in omvang beperkt was, hadden de vliegtuigen moeite doelen te vinden. Ingezet werden voornamelijk Douglas A-4 Skyhawks maar de zes beschikbare eskaders zouden ieder maar enkele tientallen bombardementsvluchten uitvoeren. De Palestijnse troepen beschikten over ongeveer vierduizend strijders, merendeels lichte infanterie, zo'n honderd vuurmonden en een handjevol T-34-85's die door Hongarije waren geleverd. In de openingsfase van de operatie, die zich kenmerkte door een langzame methodische opmars, werden volgens sommige bronnen driehonderd strijders gedood en enkele terroristische bases vernietigd. Andere bronnen schatten het totaal aan gesneuvelde PLO-strijders op tweehonderd. Toen het duidelijk werd dat ze in de grenszone geen stand zouden kunnen houden, weken de meeste Palestijnse strijders naar het noorden uit, hun lichte wapens meenemend. 

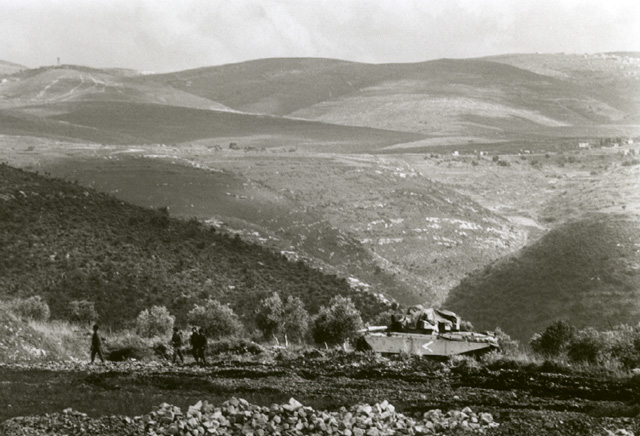
Een Centurion in het zuiden van Libanon

Israël bezette aanvankelijk een tien kilometer brede strook van Libanon. Op 17 maart werd besloten verder noordwaarts op te rukken tot aan de Litani, uitgezonderd de stad Tyrus. Deze wijziging van strategie had voornamelijk politieke redenen: men wilde het veroverde terrein bij een regeling met Libanon als onderhandelingswapen gebruiken om concessies af te dwingen. De rivier werd als uiterste opmarslinie gebruikt om duidelijk buiten het door Syrië gecontroleerde gebied te blijven. Nu pas werd de naam "Operatie Litani" gebruikt. Tijdens deze fase ondervonden de Israëliërs nauwelijks nog militaire tegenstand. Luchtlandingen werden uitgevoerd door de 226e Parachutistenbrigade om de vluchtende Palestijnen de pas af te snijden maar verreweg de meeste ontkwamen. Op 21 maart beval minister van defensie Ezer Weizman een eenzijdig staakt-het-vuren. Op dat moment was een twintigtal Israëlische soldaten gesneuveld en waren 113 gewond geraakt. Eén Israëlisch vliegtuig werd beschadigd door een draagbare 9K32 Strela-2 "SAM-7" luchtdoelraket. 

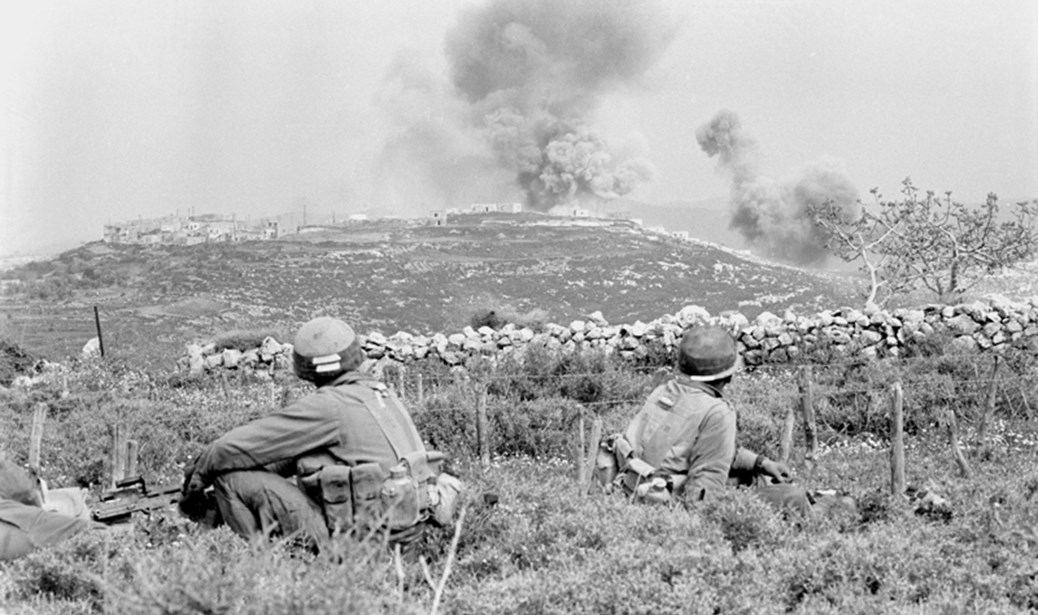
Libanese dorpen werden zwaar onder vuur genomen voor men ze binnentrok

Israël hoopte weer een continue veiligheidszone langs te grens te scheppen, onder controle van het Zuid-Libanese Leger. Een moeilijkheid hierbij was dat de christelijke dorpen drie enclaves vormden, gescheiden door sjiitische woonplaatsen. Het was dus van groot belang de sjiieten als bondgenoten te winnen. Vóór de inval had men dat proberen te doen door allerlei humanitaire hulp te bieden. Bij de instructies aan de troepen werd sterk beklemtoond tijdens de opmars zoveel mogelijk de burgerbevolking te ontzien. Men had goede hoop dat dit ook zou lukken door een verandering in de Israëlische militaire tactiek sinds de Jom Kipoeroorlog. Bij dat laatste conflict was de samenwerking tussen tanks en infanterie zeer onvoldoende geweest. In de jaren daarna werd er speciaal getraind in het zogenaamde verbonden-wapenen-gevecht. Een goede samenwerking zou de behoefte aan ondersteunend vuur en dus het aantal slachtoffers minimaliseren. Tijdens Operatie Litani bleek deze opzet echter grotendeels te mislukken. In het open veld slaagden de nieuwe tactieken wel maar zodra men dorpen moest zuiveren, waren de tanks zeer huiverig zich tussen de bebouwing te wagen, bang voor hinderlagen. De infanterie voelde zich hierdoor slecht ondersteund en placht iedere locatie waar men gewapend verzet vreesde, zo zwaar mogelijk voorbereidend onder vuur te nemen. Het resultaat was dat er honderden burgerdoden vielen. Het conflict had 2000 doden tot gevolg. Zes dorpen werden compleet verwoest, tweeëntachtig andere beschadigd. Er was schade aan 7700 huizen. Zo'n 285.000 sjiieten vluchten naar het noorden toe, velen naar vluchtelingenkampen in het zuiden van Beiroet.

## Afloop
De eerdere inval van september 1977 had weinig aandacht getrokken. De bezetting van een groter deel van Libanon en de vluchtelingenstroom leidden in dit geval echter tot een snelle reactie van de internationale gemeenschap. Op aandringen van de Verenigde Staten van Amerika werd op 19 maart VN Veiligheidsraad-resolutie 425 aangenomen die een stopzetten van de Israëlische militaire activiteiten eiste en een onmiddellijke Israëlische terugtrekking. Dezelfde dag werd Resolutie 426 Veiligheidsraad Verenigde Naties aangenomen die de oprichting  van een UNIFIL-vredesmacht van de VN behelsde om de vrede in de grenszone te bewaren. Ook Nederland zou hieraan een bataljon bijdragen. Op 3 mei constateerde de Veiligheidsraad in Resolutie 427 Veiligheidsraad Verenigde Naties dat maar een gedeelte van de troepen was teruggekeerd en eiste alsnog een totale terugtrekking. Deze vond plaats vanaf 31 mei. Israël droeg stellingen over aan haar bondgenoot, het Zuid-Libanese Leger en stelde een bufferzone tussen Libanon en Israël in.
In de loop van 1979 begon de PLO haar sterkte in het zuiden van Libanon weer op te bouwen. De directe militaire confrontatie met het Israëlische leger had geleid tot een grote toestroom van Palestijnse rekruten. Dat had weer Israëlische bombardementen en een nieuwe vluchtelingenstroom tot gevolg. De escalatie van het conflict zou uiteindelijk leiden tot de Israëlisch-Libanese Oorlog van 1982. Het zou tot 2000 duren voordat Israël haar laatste troepen uit het zuiden van Libanon had teruggetrokken.